# NGC 7812
NGC 7812 (другие обозначения — PGC 195, ESO 349-21, MCG -6-1-16, IRAS00003-3431) — спиральная галактика (Sb) в созвездии Скульптор.
Этот объект входит в число перечисленных в оригинальной редакции «Нового общего каталога».